# Trolejbusy w Marrakeszu
Trolejbusy w Marrakeszu – system transportu publicznego łączący w sobie cechy BRT i trolejbusu, funkcjonujący w marokańskim mieście Marrakesz. Został uruchomiony 29 września 2017 r. Oficjalna nazwa systemu to Bus à Haut Niveau de Service de Marrakech (BHNS de Marrakech), w tłumaczeniu na język polski System szybkiego autobusu w Marrakeszu. Trolejbusy korzystają z sieci trakcyjnej tylko na części trasy, pokonując pozostałe odcinki przy zasilaniu z akumulatorów. Źródłem napięcia w sieci trakcyjnej są elektrownie fotowoltaiczne.

## Linie
Trasa trolejbusów przebiega od Bab Doukkala w centrum miasta do Al Massira. Linia obsługująca tę trasę oznaczona jest na przystankach literą A, ale na wyświetlaczach trolejbusów pojawia się jedynie napis „BRT1”. Trasa ma długość 8 km, przy czym na odcinku 3 km znajduje się sieć trakcyjna. Na pozostałych odcinkach trolejbusy zasilane są z akumulatorów, które doładowywane są podczas jazdy pod siecią trakcyjną.

## Tabor
Tabor składa się z 15 niskopodłogowych trolejbusów produkcji Dongfeng Yangtse, oznaczonych jako Veyron G92 lub WG6120BEVHR.